# Боббі Крістіна Браун
Боббі Крістіна Браун (англ. Bobbi Kristina Brown, 4 березня 1993, Лівінгстон — 26 липня 2015, Дулуф, Гвіннетт) — американська медійна персона, співачка, спадкоємиця та дочка американської співачки Вітні Г'юстон і R&B-виконавця Боббі Брауна.

## Життєпис
Боббі Крістіна «Кріссі» Браун народилася 4 березня 1993 року Лівінгстоні, Нью-Джерсі, в сім'ї Вітні Г'юстон і Боббі Брауна. Сім'я Браун включає: Сіссі Г'юстон (мати Вітні), Діонн Ворвік (кузина Вітні), дядька Гарі Гарланда (старший брат Вітні).
Дитинство Крістіни Браун ЗМІ характеризують як важке, в основному через папараці й публічні скандали Вітні і Боббі у ставленні до наркотиків. Перша публічна поява Крістіни відбулася в 1994 році, коли Вітні виграла American Music Awards і взяла її з собою на сцену.

## Особисте життя
У жовтні 2014 року Крістіна оголосила про свої заручини з Ніком Гордоном, якого раніше називала «великим братом» (він був названим сином її матері, Вітні Г'юстон). Весілля відбулося 9 січня 2015 року.

## Депресія і смерть
Вітні Г'юстон померла 11 лютого 2012 року в номері готелю, і після цього у Крістіни Браун настав важкий період. Дівчина не раз потрапляла в лікарню через нервові зриви, і родичі побоювалися, що вона може повторити трагічну долю матері й почати вживати наркотики.
31 січня 2015 року Крістіна Браун була знайдена у ванній кімнаті без свідомості, вона лежала головою у воді. Після цього дівчина впала в кому, і 11 лютого 2015 року лікарі хотіли відключити її від апаратів життєзабезпечення. Крістіну перевели в госпіс, де вона померла в ніч на 27 липня 2015.